# Éparchie de Budimlje-Nikšić
L'éparchie de Budimlje-Nikšić (en serbe : Епархија будимљанско-никшићка et Eparhija budimljansko-nikšićka) est une éparchie, c'est-à-dire une circonscription de l'Église orthodoxe serbe au Monténégro. Elle a son siège à Berane et sa cathédrale se trouve à Nikšić. En 2006, elle est dirigée par l'évêque Joanikije.

## Histoire

### Métropolites et évêques
- Vasilije, métropolite
- Makarije I, métropolite
- Makarije II, métropolite
- Genadije, métropolite
- Sava, métropolite
- Gerasim, métropolite
- Grigorije, métropolite
- Jeftimije, métropolite
- Pajsije (1648-?), métropolite
- Teofilo Budimljanin, évêque
- Joankije Lipovac (8 décembre 1939-23 février 1941), évêque
- Makarije Đorđević (1947-1956), évêque
- Joanikije Mićović (depuis 2002), évêque

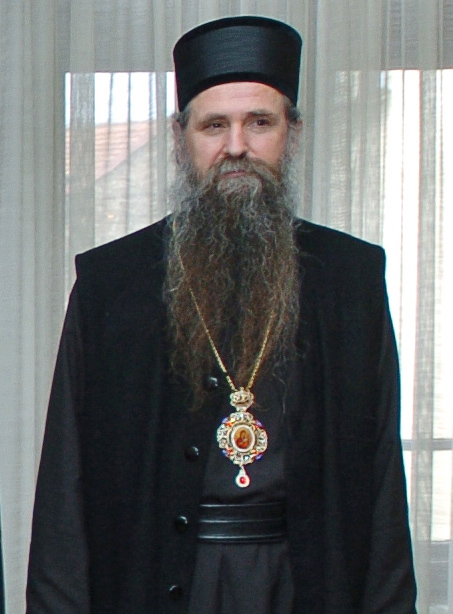
L'évêque Joanikije

## Territoire et subdivisions
L'éparchie de Budimlje-Nikšić compte 3 archidiaconés (arhijerejska namesništva), eux-mêmes subdivisés en plusieurs municipalités ecclésiastiques (crkvene opštine) et paroisses (parohije) ; ces 3 archidiaconés sont ceux de Nikšić, Berane-Andrijevica et Bijelo Polje.

## Monastères
L'éparchie de Budimlje-Nikšić abrite les monastères suivants :